# Hermann von Alen
Hermann von Alen (* in Lübeck; † 29. Mai 1411 ebenda) war ein deutscher Kaufmann und Bürgermeister der Hansestadt Lübeck.

## Leben
Hermann von Alen war Sohn des Lübecker Bürgers Hinrich von Alen. Gemeinsam mit anderen Lübecker Bürgern im sog. Finanzkomitee wurde Hermann von Alen am 22. Februar 1408 vom Bürgerausschuss der Sechziger und der Gemeinen Bürgerschaft beauftragt, die Einnahmen der Stadt zu erheben, um die Begleichung der öffentlichen Lasten in der Stadt sicherzustellen. Weiter gehörte er zu den Bürgern, die mit den in der Stadt verbliebenen Angehörigen des Alten Rates über die notwendig gewordene Selbstergänzung des Lübecker Rates ergebnislos verhandelten, was zur Bildung des Neuen Rates führte. In diesem wurde Hermann von Alen sogleich zum Lübecker Bürgermeister gewählt und hatte dieses Amt bis 1411 inne. Er vertrat die Stadt 1410 auf dem Hansetag in Wismar. Ende 1410 vertrat er die Stadt beim Abschluss des Münzvertrages mit den Wendischen Städten Hamburg, Lüneburg und Wismar.
Hermann von Alen bewohnte von 1404 bis 1409 das Grundstück Breite Straße 18 und ab 1409 das Haus Johannisstraße 20. 1406 errichtete er sein Testament. Er wurde in der Lübecker Marienkirche bestattet, wo ein Fragment seiner Grabplatte erhalten ist. Nach seinem Testament von 1406 wollte er eigentlich in der Katharinenkirche im Grab seines Vaters beigesetzt werden. Seine Kinder verließen nach seinem Tode die Stadt, seine Witwe Sophie geb. Ascheberg († 1421) heiratete 1412 den späteren Lübecker Ratsherrn Nicolaus Robele.